# Országos Földbirtokrendező Bíróság
Az Országos Földbirtokrendező Bíróság (rövidítve:OFB) az 1920. évi XXXVI. törvénycikk alapján működő, a királyi Kúriával egyenlő rangú bíróság volt, a földreform végrehajtása céljából. Az állam nevében az elővásárlási jog gyakorlásához az OFB előzetes hozzájárulása volt szükséges. Az 1928. évi XLI. törvénycikk az életbelépésétől számított három éven belül megszüntetendőnek mondta ki, azzal, hogy megszűnéséig csak a folyamatban levő ügyek lebonyolításával foglalkozhatott.
Az OFB-t végül az 1941. évi XVIII. törvénycikk szüntette meg.

## Szerepe a földosztásban
Az első világháború után az ország területének változása   a birtokviszonyokat is módosította: növekedett a nagybirtok súlya. A két világháború között a földbirtok-politikai célokat szolgáló törvények (1920, 1921, majd 1936) a szociális feszültségek enyhítése céljából a földművescsaládok megélhetését és eredményes gazdálkodását lehetővé tevő kisbirtokok kialakítását kívánták előmozdítani. 1921 és 1941 között  - a különböző juttatások formájában - együttvéve mintegy félmillió hektár (880 ezer kh) került megváltásra. Ennek a mezőgazdasági területnek birtokpolitikai célokra való felhasználása végül is törpebirtokos családok földhöz jutását tette lehetővé. Számos házhelyet is osztottak. Az állami tevékenység irányítását kezdetben egy ideig az Országos Földbirtokrendező Bíróság látta el. A közérdekű parcellázást később az Országos Földhitelintézet intézte, illetve nyújtott ahhoz jelzálogkölcsönt.